# تاريخ اليهود في البرازيل

موقع البرازيل في أمريكا الجنوبية.

إن تاريخ اليهود في البرازيل هو تاريخ طويل ومعقد إلى حد ما، حيث يمتد من بداية الاستيطان الأوروبي في القارة الجديدة. على الرغم من أن المسيحيين المعمّدين فقط كانوا خاضعين لمحاكم التفتيش، بدأ اليهود بالاستقرار في البرازيل عندما وصلت محاكم التفتيش إلى البرتغال، في القرن السادس عشر. وصلوا إلى البرازيل خلال فترة الحكم الهولندي، وأقاموا في ريسيفي أول كنيس في الأمريكتين، واسمه كاهال زور إسرائيل كنيس، في وقت مبكر من 1636. كان معظم هؤلاء اليهود من اليهود السفارديون الذين فرّوا من محاكم التفتيش في إسبانيا و‌البرتغال إلى الحرية الدينية في هولندا.
وسّعت محاكم التفتيش البرتغالية نطاق عملياتها من البرتغال إلى ممتلكات البرتغال الاستعمارية، بما في ذلك البرازيل، و‌الرأس الأخضر، وغوا، حيث واصلت التحقيق في القضايا ومحاكمتها على أساس الانتهاكات المفترضة للكنيسة الرومانية الكاثوليكية حتى عام 1821. كمستعمرة للبرتغال، تأثرت البرازيل بـ 300 عام من قمع محاكم التفتيش البرتغالية، التي بدأت في عام 1536.
في كتابه ثروة الأمم، أرجع آدم سميث الكثير من تطوير صناعة السكر في البرازيل وزراعته إلى وصول اليهود البرتغاليين الذين أُجبروا على مغادرة البرتغال خلال محاكم التفتيش.
بعد أول دستور برازيلي في عام 1824 الذي منح حرية الدين، بدأ اليهود في الوصول تدريجياً إلى البرازيل. وصل العديد من اليهود المغاربة في القرن التاسع عشر، ويرجع ذلك أساساً إلى إزدهار الأمازون المطاطي، واستقروا في الأمازون، حيث لا يزال أحفادهم من الأعراق المختلطة يعيشون. حدثت موجات الهجرة اليهودية أولاً من قِبَل اليهود الروس والبولنديين الفارّين من المذابح و‌الثورة الروسية، ثم خلال الثلاثينيات أثناء صعود النازيين في أوروبا. في أواخر الخمسينيات، جلبت موجة أخرى من الهجرة الآلاف من يهود شمال إفريقيا. بحلول القرن الحادي والعشرين، ازدهرت المجتمعات اليهودية في البرازيل. وقعت بعض الأحداث والأفعال المعادية للسامية، بشكل رئيسي خلال حرب لبنان عام 2006 مثل تخريب المقابر اليهودية. ولكن بشكل عام، فإن السكان اليهود في البرازيل على درجة عالية من التعليم، حيث يمتلك 68% من المجتمع شهادات جامعية، ويعملون بشكل رئيسي في الأعمال والقانون والطب والهندسة والفنون. معظم الشركات الخاصة أو يعملون لحسابهم الخاص. يظهر تعداد المعهد البرازيلي للجغرافيا والإحصاء أن 70% من يهود البرازيل ينتمون إلى الطبقات المتوسطة والعليا. كمجموعة، يعتبر اليهود في البرازيل أنفسهم جزءاً ناجحاً من المجتمع، ويواجهون معاداة السامية قليلة نسبياً في بداية القرن الواحد والعشرين.
البرازيل لديها تاسع أكبر جالية يهودية في العالم، وحوالي 107,329 بحلول عام 2010، وفقاً لتعداد المعهد البرازيلي للجغرافيا والإحصاء، وتملك ثاني أكبر جالية يهودية في أمريكا اللاتينية بعد الأرجنتين. يقدر الاتحاد اليهودي في البرازيل (CONIB) أن هناك أكثر من 120,000 يهودي في البرازيل.

## الوافدون اليهود الأوائل

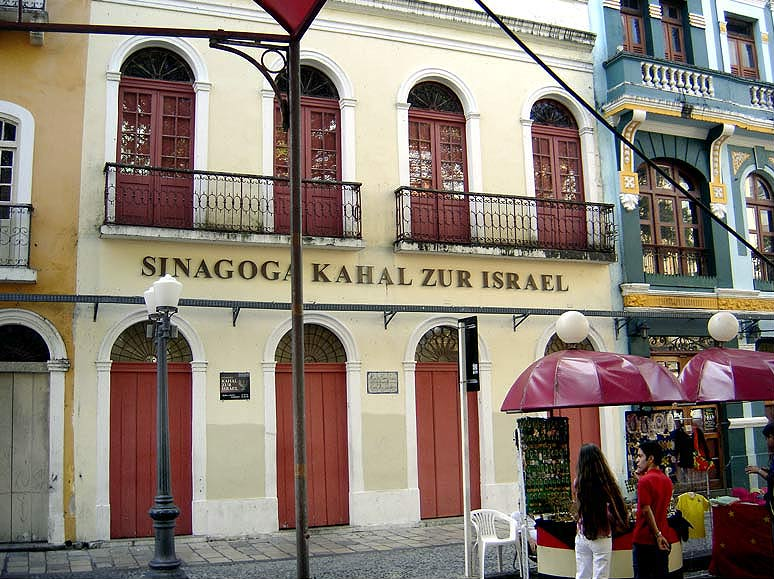
أقدم كنيس في الأمريكتين، كاهال زور إسرائيل كنيس، يقع في ريسيفي.

تواجدَ اليهود فيما يعرف الآن بالبرازيل منذ وصول أول البرتغالي إلى البلاد عام 1500، كان منهم ميستر جواو وغاسبار دا غاما اللذان وصلا عبر أولى السفن المتوجهة إلى البرازيل. هاجر عدد من اليهود السفارديون إلى البرازيل واستقروا في مستوطناتها المبكرة. كانوا معروفين باسم «المسيحيون الجدد» (كونفرسوس أو مارانوس - وهم اليهود الذين أجبرهم التاج البرتغالي على اعتناق الرومانية الكاثوليكية).
تجنّب اليهود البرتغاليون الهجرة إلى البرازيل، لأنهم سيتعرضون للاضطهاد أيضًا من قبل محاكم التفتيش. لجأ معظم المارانوس إلى بلدان البحر الأبيض المتوسط مثل شمال إفريقيا و‌إيطاليا و‌اليونان و‌الشرق الأوسط، وهاجر آخرون إلى بلدان تتسامح مع اليهودية، مثل هولندا و‌إنجلترا و‌ألمانيا. عمل العديد من اليهود السفارديون في هولندا وإنجلترا في التجارة البحرية لشركة الهند الغربية الهولندية، خاصة في إنتاج السكر في شمال شرق البرازيل. كان اليهود الأوائل الذين وصلوا إلى أمريكا الشمالية من السفارديون الذين طُردوا من البرازيل من قِبَل البرتغاليين، فاستقروا في شمال شرق أمريكا.
في العقود الأخيرة من القرن الثامن عشر، جاء بعض المارانوس إلى جنوب شرق البرازيل للعمل في مناجم الذهب. قُبض على العديد، واتُّهموا بممارسة اليهودية. تتركز العائلات البرازيلية التي تنحدر من اليهود المارانوس بشكل رئيسي في ولايات ميناس جرايس وريو دي جانيرو و‌بارا و‌باهيا.
تشير معظم المصادر إلى أن أول كنيس في مدينة بليم كان شعار هاشمايم («بوابة السماء»)، حيث تأسس في عام 1824. ومع ذلك، هناك خلافات حول الموضوع، حيث قال صموئيل بنشيمول، مؤلف كتاب Eretz Amazônia: Os Judeus na Amazônia، أن أول كنيس في بليم كان إيشيل أفراهام («أثل إبراهيم») الذي تأسس في عام 1823 أو 1824، في حين تأسست شعار هاشمايم إما في عام 1826 أو 1828.
امتلكَ السكان اليهود في مدينة Grão-Pará مدينة جنائزية راسخة بحلول عام 1842.

## المستوطنات الزراعية
بسبب الظروف غير المواتية في أوروبا، بدأ اليهود الأوروبيون في النقاش في تسعينيات القرن التاسع عشر حول إنشاء مستوطنات زراعية في البرازيل. في البداية، لم تنجح الخطة بسبب الخلافات السياسية البرازيلية.
في عام 1904، بدأ الاستعمار الزراعي اليهودي، بدعم من جمعية الاستعمار اليهودي، في ولاية ريو غراندي دو سول، الولاية الواقعة في أقصى جنوب البرازيل. كان الهدف الرئيسي من جمعية الاستعمار اليهودي في إنشاء تلك المستعمرات هو إعادة توطين اليهود الروس خلال الهجرة الجماعية من الإمبراطورية الروسية المعادية. كانت المستعمرات الأولى فيلبسون (1904) وكواترو إيرماوس (1912). ومع ذلك، فشلت محاولات الاستعمار جميعها بسبب قلة الخبرة، وعدم كفاية الأموال وضعف التخطيط وأيضًا بسبب المشاكل الإدارية، ونقص المرافق الزراعية، وإغراء وظائف المدينة.
في عام 1920، بدأت جمعية الاستعمار اليهودي ببيع بعض الأراضي للمستوطنين غير اليهود. على الرغم من الفشل، ساعدت المستعمرات البرازيلية وساعدت في تغيير الصورة النمطية لليهود غير المنتجين، القادرين على العمل فقط في التجارة و‌تمويل. الفائدة الرئيسية من هذه التجارب الزراعية كانت إزالة القيود في البرازيل على الهجرة اليهودية من أوروبا خلال القرن العشرين.

## تطورات أخرى في القرن العشرين
بحلول الحرب العالمية الأولى، كان حوالي 7000 يهودي يسكنون البرازيل. في عام 1910 في بورتو أليغري، عاصمة ولاية ريو غراندي دو سول، تم افتتاح مدرسة يهودية وتم إنشاء صحيفة باللغة اليديشية، Di Menshhayt («الإنسانية») في عام 1915. بعد عام واحد، شكّلت الجالية اليهودية في ريو دي جانيرو لجنة مساعدة لضحايا الحرب العالمية الأولى.
كونغريتساوا يسرائيليتا باوليستا ("CIP"، أو "التجمع الإسرائيلي لساو باولو)، أكبر كنيس في البرازيل، أسسه د. فريتز بينكوس، الذي ولد في إغلن، ألمانيا.
Associação Religiosa Israelita («الرابطة الدينية الإسرائيلية»)، وهي الآن عضو في الاتحاد العالمي لليهودية التقدمية، أسسها الدكتور هاينريش ليملي، الذي هاجر من فرانكفورت إلى ريو دي جانيرو في عام 1941.

## معاداة السامية

### أوتو دا في
عُقدت أول جلسة محاكمة ضد المُدانين بالهرطقة (وتسمّى أوتو دا في) في باريس عام 1242. جرت هذه المحاكمات أيضاً في فرنسا و‌إسبانيا والبرتغال والبرازيل والبيرو وأوكرانيا وفي مستعمرة غوا البرتغالية في الهند، وفي المكسيك حيث أُقيمت آخر مرة في العالم عام 1850. أجرت الكنيسة الرومانية الكاثوليكية ما يقارب خمسمائة أوتو دا في على مدى ثلاثة قرون، حيث لقيَ الآلاف من اليهود حتفهم بهذه الطريقة بعد أشهر من المعاناة في سجون محاكم التفتيش وغرف التعذيب. تألفت هذه الطقوس الوحشية والعامة من قداس كاثوليكي، وموكب من المهرطقين والمرتدين، كثير منهم من يهود مارانوس، أو من اليهود السريين، حيث يتم تعذيبهم و‌إعدامهم حرقًا. تعرض الكثير من التائبين في اللحظة الأخيرة لتكسير الأعناق كتخفيف لعقوبة الإعدام عن طريق الحرق. كان ضحايا أوتو دا في في كثير من الأحيان من المرتدين الذي تحولوا لليهودية أو للإسلام، وأتباع الحركات الصوفية والبروتستانت، وأحيانًا أولئك الذين اتهموا بارتكاب جرائم ضد الكنيسة الرومانية الكاثوليكية مثل الزواج المتعدد و‌السحر.
لاحظ المؤرخون أن أفضل إجراء معروف لمحاكم التفتيش ضد اليهود المتخفين في البرازيل كان محاكمات أعوام 1591–93 في باهيا؛ 1593-95 في بيرنامبوكو؛ 1618 في باهيا؛ 1627 في الجنوب الشرقي، 1763 و 1769 في غراو بارا في شمال البلاد. في القرن الثامن عشر، كانت محاكم التفتيش نشطة أيضًا في بارايبا و‌ريو دي جانيرو و‌ميناس جرايس. حوكم قرابة 400 متهم بالسجن، وحُكم على 18 من المسيحيون الجدد بالإعدام في لشبونة.
حُكم على اليهودي أنطونيو خوسيه دا سيلفا (1705-1739)، وهوَ واحد من أشهر الكتّاب المسرحيين البرتغاليين، الذي عاشَ جزءاً من حياته في البرتغال وجزءاًّ في البرازيل، بالإعدام من قِبَل محاكم التفتيش عام 1739. انحدر والديه جواو مينديز دا سيلفا ولورنسا كوتينيو من اليهود الذين هاجروا إلى مستعمرة البرازيل هرباً من محاكم التفتيش البرتغالية، ولكن في عام 1702 بدأت تلك المحكمة باضطهاد المارانوس أو أي شخص من أصل يهودي في ريو، وفي أكتوبر 1712 أصبحت لورنسا كوتينيو ضحية للتعذيب. رافقها زوجها وأطفالها إلى البرتغال عندما كان أنطونيو يبلغ من العمر 7 سنوات، حيث تعرضت للتعذيب في جلسة «أوتو دا في» جرت في 9 يوليو 1713، ثُمَّ فُرضت عليها المصالحة. أنتج أنطونيو أول مسرحية له في عام 1733، وفي العام التالي تزوج من ابنة عمه، د. ليونور ماريا دي كارفاليو، التي كان والداها قد أُحرقا من قبل محاكم التفتيش، بينما خضعت هيَ لمحاكمة في إسبانيا وتم نفيها بسبب دينها. أصبح لهما ابنة أولى في عام 1734، لكن سنوات سعادتهم ومسيرة سيلفا الدرامية كانت قليلة، حيث سُجنت مع زوجها في 5 أكتوبر 1737 بتهمة «التهويد»، بعد أن وشاهم عبدٌ لهم إلى المكتب المقدس. على الرغم من أن تفاصيل الاتهام ضدهم بدت تافهة ومتناقضة، وشهادة بعض أصدقائه حول إيمانه الكاثوليكي، فقد حُكم على أنطونيو بالإعدام. في 18 أكتوبر، وعلى غرار من يُعدمون بحسب الطقس الكاثوليكي، تعرض أنطونيو للخنق أولاً، ثم أُحرقَ جسده خلال أوتو دا في، ثم قُتلت زوجته بعد أن شهدت وفاته.
شخص آخر بارز هو إيزاك دي كاسترو تارتاس (1623-1647) الذي هاجر إلى البرازيل من فرنسا وهولندا. في عام 1641 وصل إلى بارايبا، في مستعمرة البرازيل، حيث عاش لعدة سنوات. ضد رغبات أقاربه هناك، ذهب لاحقًا إلى السلفادور عاصمة باهيا، حيث تم التعرف عليه على أنه يهودي، فاعتقلته محاكم التفتيش البرتغالية، وأرسلته إلى لشبونة حيث قُتل.

### معاداة السامية في القرن العشرين
وصلت معاداة السامية المتزايدة في البرازيل في القرن العشرين إلى ذروتها خلال 1933-1945 مع صعود النازية في ألمانيا. أغلقت البرازيل أبوابها أمام تدفق اللاجئين اليهود من أوروبا خلال الهولوكوست. كشفت الأبحاث التي أجراها الأرشيف الوطني حول الهولوكوست ومعاداة السامية أنه بين عامي 1937 و 1950 رُفِضَت أكثر من 16000 تأشيرة لليهود الأوروبيين الذين يحاولون الهروب من النازيين من قِبَل حكومات الرئيسين جيتوليو فارجاس و‌يوريكو غاسبار دوترا.

## الموقف من معاداة السامية
تدين البرازيل بشدة معاداة السامية، وتعتبر هذا العمل انتهاكاً صريحاً للقانون. وفقاً لقانون العقوبات البرازيلي، من غير القانوني كتابة أو تحرير أو نشر أو بيع أدبيات تروج لمعاداة السامية أو العنصرية. ينص القانون على عقوبات تصل إلى خمس سنوات في السجن لجرائم العنصرية أو التعصب الديني ويُمكن للمحاكم فرض غرامة أو السجن لمدة تتراوح بين سنتين وخمس سنوات على أي شخص يعرض أو يوزع أو يبث مواد معادية للسامية أو عنصرية.
في عام 1989، أصدر المجلس الوطني البرازيلي قانوناً يحظر تصنيع وتجارة وتوزيع الصليب المعقوف بغرض نشر النازية. كل من يخالف هذا القانون يُعاقب بالسجن من سنتين إلى خمس سنوات. (القانون رقم 7716 المؤرخ 5 يناير 1989)
وفقاً لتقرير وزارة الخارجية الأمريكية، لا تزال معاداة السامية في البرازيل أمراً نادرَ الحدوث. صنفت نتائج المسح العالمي حول المشاعر المعادية للسامية، الذي أصدرته رابطة مكافحة التشهير، البرازيل من بين أقل البلدان معاداة للسامية في العالم. وفقًا لهذا الاستطلاع العالمي الذي تم إجراؤه بين يوليو 2013 وفبراير 2014، فإن البرازيل لديها أدنى «مؤشر معادٍ للسامية» (16%) في أمريكا اللاتينية وثالث أدنى مؤشر في جميع أنحاء الأمريكتين، بعدَ كندا (14%) والولايات المتحدة (9%).

## الجالية اليهودية في الوقت الحاضر

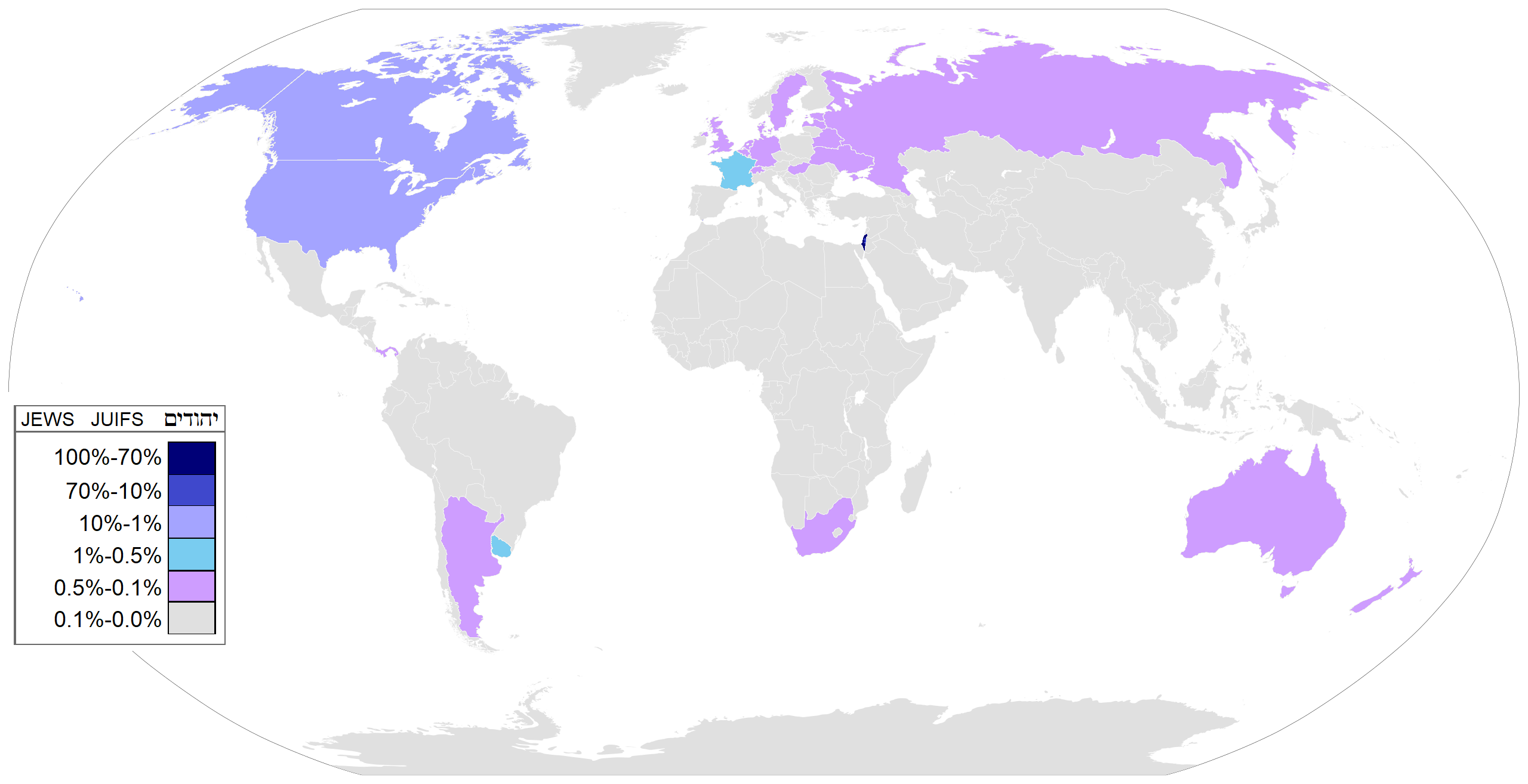
السكان اليهود حسب الدولة (2010).

تمتلك البرازيل تاسع أكبر جالية يهودية في العالم، تُقدّر بحوالي 107,329 نسمة وفقاً لتعداد المعهد البرازيلي للجغرافيا والإحصاء عام 2010. يقدر الاتحاد اليهودي في البرازيل أن هناك أكثر من 120,000 يهودي في البرازيل، وهو الرقم الأدنى للممارسين النشطين للدين اليهودي. يتكون المجتمع اليهودي الحالي من 75% من اليهود الأشكنازيين من أصل بولندي وألماني و25% من اليهود السفارديون من أصل إسباني وبرتغالي وشمال أفريقي. من بين يهود شمال أفريقيا، هناك عدد كبير من أصل مصري.
يلعب اليهود البرازيليون دوراً نشطاً في السياسة والرياضة والأوساط الأكاديمية والتجارة والصناعة، وهم بشكل عام مندمجون جيداً في جميع مجالات الحياة البرازيلية. يعيش معظم اليهود البرازيليين في ولاية ساو باولو، وهناك أيضاً مجتمعات كبيرة في ولايات ريو دي جانيرو و‌ريو غراندي دو سول و‌ميناس جرايس و‌بيرنامبوكو و‌بارانا.
يعيش اليهود حياة دينية مفتوحة في البرازيل ونادراً ما يتم الإبلاغ عن أي أفعال معادية للسامية في البلاد. توجد في المراكز الحضرية الرئيسية مدارس وجمعيات و‌معابد يمكن لليهود البرازيليين من خلالها ممارسة الثقافة والتقاليد اليهودية. يقول بعض العلماء اليهود أن التهديد الوحيد الذي يواجه اليهودية في البرازيل هو التزاوج بين أتباع الأديان المختلفة العالي نسبياً، والذي قدر في عام 2002 بنسبة 60%. هذا التزاوج مرتفع بشكل خاص بين اليهود و‌العرب في البلاد.
كان هناك تدفّق مستمر لليهود البرازيليين إلى إسرائيل منذ تأسيسها عام 1948. بين عامي 1948 و 2010، هاجر 11,586 يهودي برازيلي إلى إسرائيل.

## روابط خارجية
- تاريخ اليهود في البرازيل بقلم رالف بينيت